# Liste der denkmalgeschützten Objekte in Judenau-Baumgarten
Die Liste der denkmalgeschützten Objekte in Judenau-Baumgarten enthält die 15 denkmalgeschützten, unbeweglichen Objekte der niederösterreichischen Marktgemeinde Judenau-Baumgarten.

## Denkmäler
| Foto |                 | Denkmal                                                                                    | Standort                                                        | Beschreibung | Metadaten |
| ---- | --------------- | ------------------------------------------------------------------------------------------ | --------------------------------------------------------------- | --- | --- |
| ja   | Datei hochladen | Fundzone Oberes Mitterfeld HERIS-ID: 28364 Objekt-ID: 24931                                | Oberes Mitterfeld Standort KG: Baumgarten am Tullnerfeld        | Archäologische Fundstätte | BDA-Hist.: Q37919546 Status: Bescheid Stand der BDA-Liste: 2025-06-30 Name: Fundzone Oberes Mitterfeld GstNr.: 1488/2                                             |
| ja   | Datei hochladen | Kath. Filialkirche hl. Ulrich HERIS-ID: 27036 Objekt-ID: 23548                             | gegenüber Hauptstraße 36 Standort KG: Baumgarten am Tullnerfeld | Die Filialkirche hl. Ulrich stammt aus dem 14. Jahrhundert und besitzt einen gotischen Chor. Das Portal stammt aus dem Jahr 1511, die barocke Einrichtung aus dem 18. Jahrhundert. | BDA-Hist.: Q37907029 Status: § 2a Stand der BDA-Liste: 2025-06-30 Name: Kath. Filialkirche hl. Ulrich GstNr.: .58 Filialkirche hl. Ulrich, Baumgarten             |
| ja   | Datei hochladen | Passauischer Freihof HERIS-ID: 28360 Objekt-ID: 24927                                      | Hauptstraße 12 Standort KG: Freundorf                           | Der passauische Freihof ist eine hakenförmige Anlage aus dem 17. Jahrhundert, die im 19. Jahrhundert umgestaltet wurde. Ursprünglich befand sich an der Stelle ein Freihof aus dem 11. Jahrhundert, der „hochstiftliches Passauer Besitztum“ war. | BDA-Hist.: Q37919518 Status: Bescheid Stand der BDA-Liste: 2025-06-30 Name: Passauischer Freihof GstNr.: .18 Passauischer Freihof (Freundorf)                     |
| ja   | Datei hochladen | Kath. Pfarrkirche hl. Johannes der Täufer HERIS-ID: 27037 Objekt-ID: 23550                 | neben Kirchengasse 15 Standort KG: Freundorf                    | Eine spätgotische Saalkirche mit eingezogenem Chor und barockem Ostturm. Im 18. Jahrhundert wurde die Kirche barockisiert. | BDA-Hist.: Q37907066 Status: § 2a Stand der BDA-Liste: 2025-06-30 Name: Kath. Pfarrkirche hl. Johannes der Täufer GstNr.: .57 Pfarrkirche Freundorf               |
| ja   | Datei hochladen | Römische Villa und hallstattzeitliche Siedlung HERIS-ID: 112340 Objekt-ID: 130483seit 2015 | Mitterfeld Standort KG: Freundorf                               | Bei Freundorf wurden unter anderem Spuren einer mindestens zweiphasigen Besiedlung aus der Hallstattzeit und einer Villa rustica aus der römischen Kaiserzeit dokumentiert. | BDA-Hist.: Q37830525 Status: Bescheid Stand der BDA-Liste: 2025-06-30 Name: Römische Villa und hallstattzeitliche Siedlung GstNr.: 1669/2, 1666/2, 1668/2, 1667/2 |
| ja   | Datei hochladen | Figur hl. Johannes von Nepomuk HERIS-ID: 27041 Objekt-ID: 23554                            | neben Bahnhofstraße 1 Standort KG: Judenau                      | Die Statue aus der 1. Hälfte des 18. Jahrhunderts steht auf einem gebauchten Postament nahe der Brücke über die Große Tulln. | BDA-Hist.: Q37907121 Status: § 2a Stand der BDA-Liste: 2025-06-30 Name: Figur hl. Johannes von Nepomuk GstNr.: 34                                                 |
| ja   | Datei hochladen | Figur hl. Donatus HERIS-ID: 27055 Objekt-ID: 23568                                         | neben Schloßplatz 2 Standort KG: Judenau                        | Die Statue des hl. Donatus vor der Kirche wurde um etwa 1750 geschaffen. | BDA-Hist.: Q37907275 Status: § 2a Stand der BDA-Liste: 2025-06-30 Name: Figur hl. Donatus GstNr.: 122                                                             |
| ja   | Datei hochladen | Stadttore HERIS-ID: 27052 Objekt-ID: 23565                                                 | neben Schloßplatz 2 Standort KG: Judenau                        | Die zwei den Schlosshof nach Nord und Süd abgrenzenden repräsentativen Einfahrtstore entstanden um 1600. In den Dreiecksgiebeln befinden sich steinerne Wappenkartuschen mit dem Allianzwappen Liechtenstein / Dietrichstein. Die seitlichen Fußgängerpforten entstanden erst 1929. | BDA-Hist.: Q37907238 Status: § 2a Stand der BDA-Liste: 2025-06-30 Name: Stadttore GstNr.: 172/1 Stadttore in Judenau                                              |
| ja   | Datei hochladen | Kath. Pfarrkirche hl. Dreifaltigkeit HERIS-ID: 27054 Objekt-ID: 23567                      | neben Schloßplatz 2 Standort KG: Judenau                        | Die Pfarrkirche von Judenau wurde 1591 unter Helhard Jörger von Tollett auf dem damaligen Burgwall als Schlosskirche errichtet. 1726 wurde sie in wesentlichen Teilen neu erbaut und mit barocken Altären ausgestattet. Der Turm stammt aus dem Jahr 1846. | BDA-Hist.: Q37907256 Status: § 2a Stand der BDA-Liste: 2025-06-30 Name: Kath. Pfarrkirche hl. Dreifaltigkeit GstNr.: 118, 120 Pfarrkirche Judenau                 |
| ja   | Datei hochladen | Ehem. Schwesternschulheim HERIS-ID: 27040 Objekt-ID: 23553                                 | bei Schloßplatz 2 Standort KG: Judenau                          | Das Schwesternschulheim wurde 1906–1908 südlich neben dem Schloss erbaut. Der zweigeschoßige Bau hat ein Satteldach und Seitenrisaliten jeweils unter einem Schopfwalmdach. Rieselputzgliederung. Das Heim ist mit der Kirche durch einen Anbau verbunden. | BDA-Hist.: Q37907104 Status: Bescheid Stand der BDA-Liste: 2025-06-30 Name: Ehem. Schwesternschulheim GstNr.: 119                                                 |
| ja   | Datei hochladen | Eremitenstöckl HERIS-ID: 27039 Objekt-ID: 23552                                            | Schloßplatz 4 Standort KG: Judenau                              | Der schlichte zweigeschoßige giebelständige Bau mit Satteldach stammt im Kern aus dem 17./18. Jahrhundert. In der Gartenmauer gibt es 14 Nischen für Kreuzwegstationen. | BDA-Hist.: Q37907081 Status: § 2a Stand der BDA-Liste: 2025-06-30 Name: Eremitenstöckl GstNr.: 259                                                                |
| ja   | Datei hochladen | Ehem. Verwalterhaus, sog. Eremiten- oder Kapuzinerstöckl HERIS-ID: 27044 Objekt-ID: 23557  | Schloßplatz 5 Standort KG: Judenau                              | Der schmale langgestreckte zweigeschoßige Bau schließt an das nördliche Einfahrtstor an. Der ursprünglich im 17. Jahrhundert errichtete Bau wurde 1756 für die Eremiten ausgebaut und aufgestockt. Nach der Ordensaufhebung im Jahre 1782 diente das Gebäude als Wohnhaus. Das hofseitige Erdgeschoß hat tiefe rundbogige Blendarkaden, der Laubengang im Obergeschoß mit schlanken Holzpfeilern stammt aus dem 18. Jahrhundert. Innen gibt es mehrere Räume mit Stichkappentonnen, im Obergeschoß meist Flachdecken. | BDA-Hist.: Q37907147 Status: Bescheid Stand der BDA-Liste: 2025-06-30 Name: Ehem. Verwalterhaus, sog. Eremiten- oder Kapuzinerstöckl GstNr.: 127/4                |
| ja   | Datei hochladen | Schloss Judenau mit Übergangsbrücken HERIS-ID: 27051 Objekt-ID: 23564                      | Wienerwaldstraße 11 Standort KG: Judenau                        | Eine dreiflügelige Anlage mit vier dominanten runden Ecktürmen. In mehreren Bauphasen errichtet, vorwiegend im 2. Viertel des 17. Jahrhunderts und 1. Viertel des 18. Jahrhunderts. 1854 erfolgte eine Sanierung und ein teilweiser Neubau. | BDA-Hist.: Q37907219 Status: Bescheid Stand der BDA-Liste: 2025-06-30 Name: Schloss Judenau mit Übergangsbrücken GstNr.: 127/1 Schloss Judenau                    |
| ja   | Datei hochladen | Mariensäule HERIS-ID: 27046 Objekt-ID: 23559                                               | vor Wienerwaldstraße 11 Standort KG: Judenau                    | Die Mariensäule am Schlossplatz wurde 1726 geweiht. Auf der hohen Säule steht eine Statue der Immaculata, am Sockel befindet sich ein reliefiertes Allianzwappen Liechtenstein / Dietrichstein, auf der Balustrade vier Engel. Die Säule wurde inschriftlich 1913/1914 unter Johann II. (Liechtenstein) restauriert. | BDA-Hist.: Q37907168 Status: § 2a Stand der BDA-Liste: 2025-06-30 Name: Mariensäule GstNr.: 116 Mariensäule (Judenau)                                             |
| ja   | Datei hochladen | Ortskapelle hl. Bartholomäus HERIS-ID: 27050 Objekt-ID: 23563                              | Hauptstraße Standort KG: Zöfing                                 | Ein kleiner rechteckiger Bau mit dreigeschoßigem Fassadenturm und Rundapsis, der dem hl. Bartholomäus geweiht ist und 1910/11 errichtet wurde. | BDA-Hist.: Q37907210 Status: § 2a Stand der BDA-Liste: 2025-06-30 Name: Ortskapelle hl. Bartholomäus GstNr.: .34                                                  |